# 洛洛子
洛洛子（ラクコ）は、中華人民共和国のコスプレイヤー兼イラストレーター。

## 経歴
2017年、ゲームアプリ「陰陽師」の妖刀姫のコスプレを行う。自身初のコスプレである。以後、「アークナイツ」や「アズールレーン」などの公式コスプレイヤーとして活動。
2019年3月現在、上海在住。コスプレイベントが多く開催されるので上海を中心に活動。
2019年9月、アメリカ合衆国に留学。2022年6月の取材によると、アメリカ留学後は新型コロナウイルス感染症の影響もあり、コスプレ活動は行えない。住んでいる場所が地方なのでコスプレ文化を知るカメラマンを見つけるのも難しいとのこと。「大学卒業後もアメリカで生活できるように努力中」である。

## 人物・その他
コスプレやSNSの活動はあくまで趣味。将来アート業界で働きたいと思っている。
乃木章の取材に対し、公式コスプレイヤーに起用されるには「十分なコスプレ経験と本人にとって代表的な作品写真」が最も重要だと答えたことがある。本人によると、SNSのフォロワー数はあくまで一面に過ぎず、キャラクターに寄せる上でも表現力の高さが必要である。コスプレイヤーとして早く頭角を表すには、キャラクターの高い再現度で多くの人を惹きつけるほど作品写真の投稿をSNSで積み重ねるべき、最後は運の良さも必要とも発言している。
推しているゲームは「あつまれ どうぶつの森」。